# Jaworzno
Jaworzno (csehül: Javořno, oroszul: Явожно) dél-lengyelországi város a Sziléziai vajdaságban. Jaworzno, bár a sziléziai vajdaság része, Kis-Lengyelország része, nem pedig Szilézia.

## Története
Először 1229-ben említik, a krakkói érsek birtokaként. 1274-től a Krakkói Hercegség része. 1795 előtt, valamint 1918-1939 és 1945-1975 között Jaworzno a Krakkói vajdaság vajdas része volt. 

## Közigazgatás
|  | - Bory - Byczyna - Cezarówka - Ciężkowice - Dąbrowa Narodowa - Długoszyn - Dobra - Jeleń - Jeziorki - Koźmin - Niedzieliska - Pieczyska - Stara Huta - Stare Miasto - Szczakowa - Śródmieście - Wesołe Miasteczko - Wilkoszyn |

## Média

### Újságok
- "Co Tydzień" – hetilap
- "Tydzień w Jaworznie" – hetilap
- "Jaworzno" – hetilap
- "Dziennik Zachodni" – hetilap
- "Żółty Jeż" – hetilap
- "Extra" – 2 hetente megjelenő lap
- "Sokół Jaworznicki" – kulturális újság
- "Osiedlowe To i Owo"
- "Rak"
- "Koncern" – Gazeta Południowego Koncernu Energetycznego SA.
- "Trójka" – Gazeta Zakładowa Elektrowni Jaworzno III PKE SA.
- "MKPress" – reklámújság

### Rádió és televízió
- Radio Jaworzno
- CTv Jaworzno

## Sport
Kosárlabdacsapat: MCKiS JBL Jaworzno – II. osztályú férfi csapat.
Sakk-klub: MCKiS Jaworzno.

## Testvérvárosa
- Szigethalom, Magyarország
- Karvina, Csehország